# Tierberg (Adelsgeschlecht)

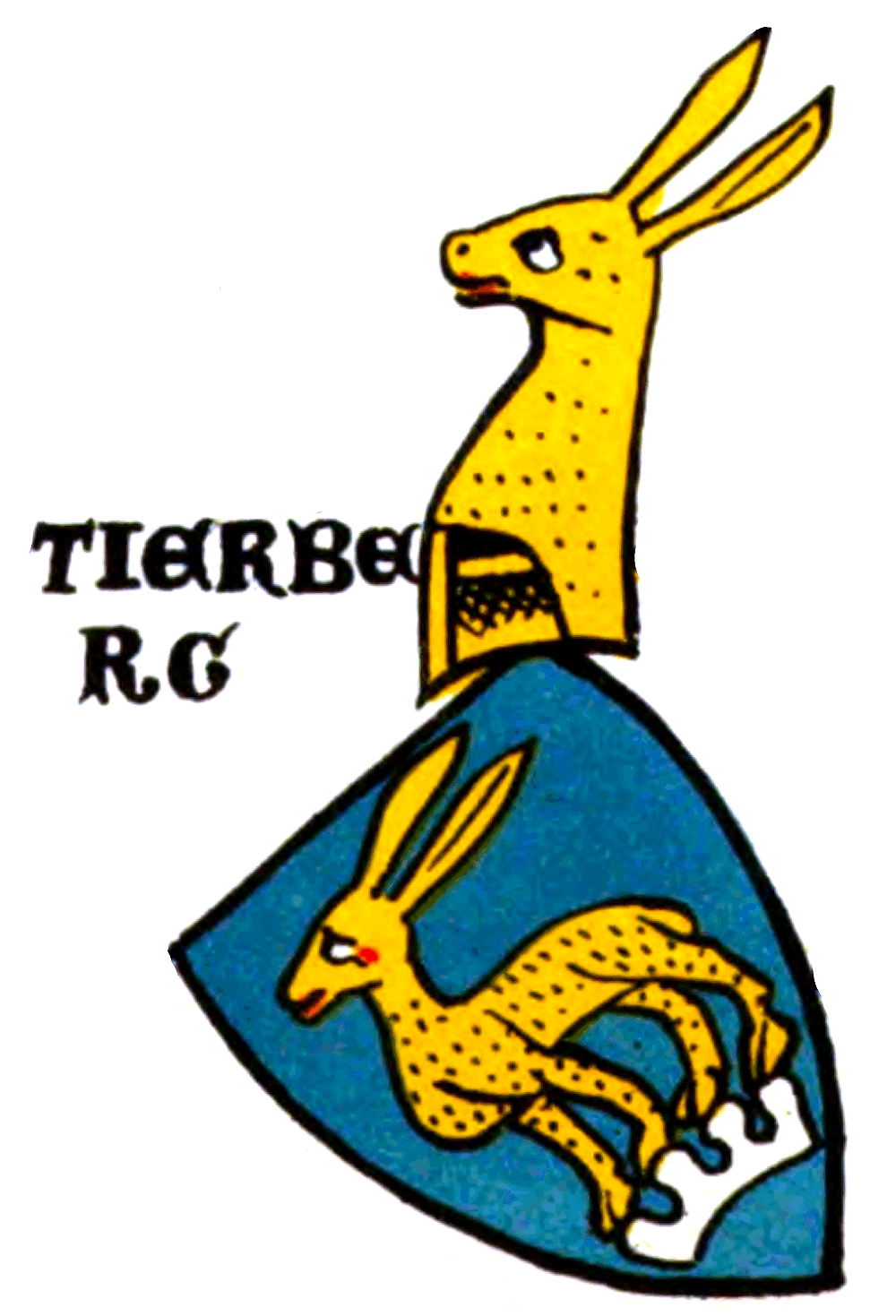
Wappen der Herren von Tierberg

Die Herren von Tierberg (Thierberg) waren ein adliges Geschlecht, das mit den Ortschaften Lautlingen, Margrethausen und Hossingen, zeitweise auch Meßstetten, Tieringen und Winzeln (Oberhausen) eine kleine Herrschaft auf der Schwäbischen Alb besaß.
Nicht verwandt und auch nicht wappengleich sind die Tierberg auf der Burg Tierberg, die in der hohenlohischen Gemeinde Braunsbach sesshaft waren.

## Geschichte
Viele gleichlautende Vornamen erschweren die Erstellung einer verlässlichen Genealogie. Noch im Jahre 1884 war beispielsweise für Kaufmann, Stricker und Landwirt Conrad Maier die Adresse: „Conrad Maier zum Ochsen“ oder abgekürzt „Comazo“. Früher war es in der hiesigen Gegend üblich, die nächstgelegene Burg oder einen Gasthof als Namenszusatz zu führen. Mit diesem vielversprechenden Ansatz können die Personen besser zugeordnet werden. Zu beachten ist, dass bei einem Umzug der Namenszusatz wechselt. Die Bewohner auf der Wildentierberg nannten sich ab 1313 Herren von Tierberg von der Wildentierberg, worauf sich die auf der Stammburg verbleibende Linie Tierberg von der Altentierberg nannte. Diese Linie starb 1480 aus. Erben auch der Linie Tierberg Haiterbach in Meßstetten wurden die von der Wildentierberg.

## von Tierberg ohne Namenszusätze
Bartholomäus Pirzschelin berichtet im Urbar von Egesheim von 1551 über einen Propst Wolfrad von Tierberg (1252 bis 1278) im Kloster Beuron. Zwei Brüder des Propstes Wolfrad von Tierberg sind ebenfalls Konventuale und wirken in auswärtigen Pfarreien als Seelsorger. Dies waren Konrad von Tierberg, Pfarrer in Balingen, Rektor der Kirche in Gammertingen auf dem Berge, und Eberhard von Tierberg, Rektor der Kirche in Aggenhausen. Arnold von Tierberg ist Besitzer des späteren Klosterhofes in Hossingen mit 37 Joch Ackerland und 10,5 Mannsmahd Wiesen. 1556 kommt es zu einem Rechtsstreit über die Abgaben des Hofes an die Klause. Erwähnung finden Hedwig von Tierberg 1331, Nonne im Kloster Wald, Nutzungsrechte mit Nonne Guta Bürstin (Burst, Purst) an einem Weinberg in Überlingen, Hans 1370 und 1375, Georg 1375 anlässlich von Grundstücksgeschäften in Lautlingen, Brüder, Vater Konrad von Tierberg, Vetter Burkhart von Tierberg, Konrad 1372, Hans, Hofmeister des Grafen Rudolf von Hohenberg, 1377 und 1381 sowie Hans von Tierberg, Vogt in Haigerloch 1378 und 1379. Ein Burkard kauft von Werner von Zimmern 1382 Leibeigene in Lautlingen, Burkard kaufte um 1382 den Kirchensatz in Ehingen (er lebte noch 1393), Anastasia, Gattin des Dietrich Herter von Dußlingen, überließ 1385 ihren Teil an der Veste Thierberg ihrer Schwester Anna, Gattin Konrads von Hoelnstein, Johann Ulrich (gefallen in Sempach), Burkard 1403, Junker Konrad 1430 und 1438, ein Konrad 1436 sowie Junker Hans von Tierberg 1442 in Zusammenhang mit Grundstücken in Hossingen und Tieringen

## Beinamen von der Neuen Tierberg
1327 Kunz (Sohn von Konrad von der Altentierberg) kauft die Burg Neuentierberg.

## Beinamen Haiterbach
Heinrich und Burkard tätigten 1311 Grundstückgeschäfte in Meßstetten. Heinrich von Tierberg wird von Haiterbach genannt; seit Julius Kindler von Knoblochs Oberbadischem Geschlechterbuch wird der Ort Haiterbach (bei Nagold) als namensgebend vermutet.
Die Kirche St. Lamprecht in Meßstetten bildete nach dem Verzicht von Heinrich von Tierberg mit seinen Geistlichen 1354 ein kleines Chorherren-Stift. Heimatforscher Krauß vermutete, dass Ritter Heinrich von Tierberg genannt Haiterbach seinen Besitz in Haiterbach verkauft und dafür seine neue Herrschaft erworben hatte, deren Mittelpunkt Meßstetten war.
Neben Tieringen, Meßstetten, Hossingen und dem Vogtrecht von Nusplingen gehörte auch die Winzeln dazu.
Die St. Lamprechtskirche in Meßstetten wird von Heinrich und Burkhard von Tierberg unterstützt.
1360 stiftet der Burgherr eine Jahrzeit für sich, seine Vorfahren und Nachkommen in der Kirche zu Meßstetten (St. Lamprecht, nach Erdbebenschäden 1911 weitgehend erneuert), wo seine Mutter, seine Frau und drei Schwestern begraben sind. Forschungsarbeiten wurden von der Stadt Meßstetten an der Universität Tübingen durchgeführt und in Buchform gedruckt.
Wohnort war die Burg Meßstetten auf dem Schloßberg, in Hossingen, Nusplingen und Tieringen gab es weitere Burgen.
Grundstückgeschäfte Marschalkenhof in Lautlingen, Grundstückgeschäfte Küchlinsgut Meßstetten 1354. Heinrich von Tierberg bittet 1351 Berthold Lust, Kaplan am Unser Lieben Frauen Altar an der Stiftskirche Sankt Lamprecht zu Meßstetten, einen halben Hof in Lautlingen an die Frauenklause in Binsdorf zu übergeben.

## Beinamen von der Alten Tierberg
Heinrich 1327 in Denkingen, 1332 in Zillhausen begütert. Konrad gestorben 1345; Ehefrau Anna von Bernhausen unterstützt den Marienaltar in Margrethausen. Kinder: Konrad, 1338, gestorben 1351, Ehefrau Adelheid von Jungingen, 1338, 1351: Burkard, 1371, 1407; Ehefrau Susanna von Neuhausen, Kinder Pfaff, Wilhelm und Hans.
Hans tätigt Grundstückgeschäfte Knoblochsgut Truchtelfingen 1372.

## Beinamen von der Wilden Tierberg

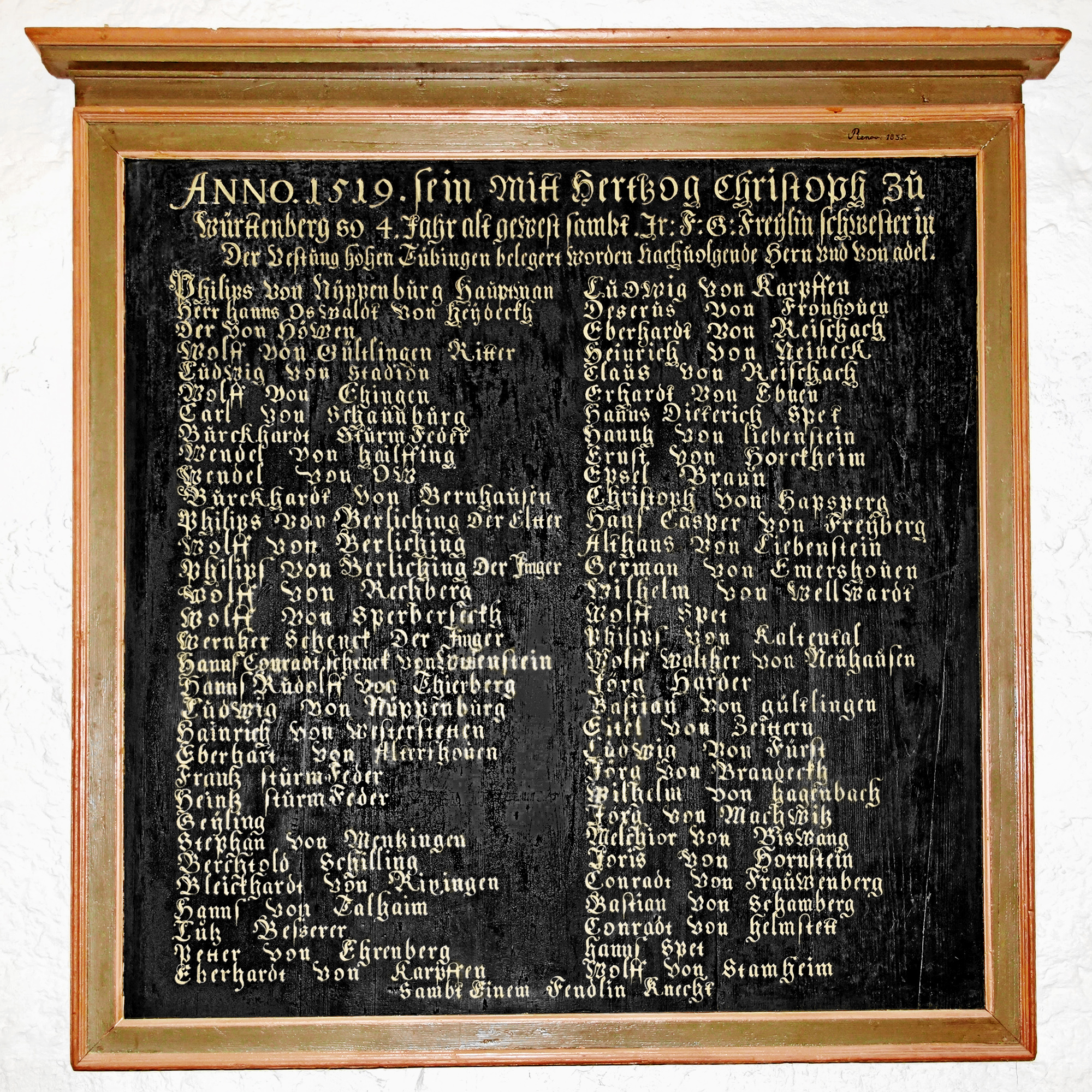
Hans Rudolf von Tierberg wird auf der Schandtafel von Hohentübingen erwähnt.

Johann und Konrad 1310, 1316. Konrad 1343. Hans 1370 Kinder:
Hans, Konrad und Ulrich, Vetter: Konrad, Kinder: Hans. Johann, Anastasia verheiratet mit Fritz von Westerstetten, 1376. Johann 1350, Schwestern Agnes 1351 verheiratet Konrad von Reischach. Anna 1350 Gattin, 1362 Witwe des Konrad Heimburg, Bürgermeisters zu Villingen. 1370 kam die Herrschaft Meßstetten an die Wildentierberger Linie. Brüder Hans Rudolf und Hans Konrad in Urkunde zu geistlichen Lehen in Ebingen, Lautlingen, Margrethausen und Meßstetten (Stetten). Durch die Heirat einer Wildentierberger Tochter Anna von der Wildentierberg mit Conrad von Hölnstein kam die Herrschaft Meßstetten an diesen. Rudolf von der Wildentierberg besiegelt 1523  eine Urkunde in Heinstetten zur Kirche. Johann von Tierberg, Pfarrer von  St. Martin in Ebingen erwähnt den Totenweg.
Hans war 1417–1431 Bürgermeister in Villingen. Seine Gattin Margareth: zweite Ehe mit Georg Truchseß von Ringingen. Als Vetter: 1460, 1477 Konrad. 1477 Melchior: Grundstücksgeschäfte Burg und Dorf Ensisheim. 1497 Kind: Hans Konrad. Empfing von Kaiser Maximilian, 1530: von Kaiser Karl V das Halsgericht und den Blutbann in Lautlingen. Hans Rudolf 1504 Dienst: der Grafen von Württemberg gegen die Pfalz, 1519 Dienst: Besatzung von Tübingen
Konrad: Rath des Herzogs Ulrich. Landhofmeister. Hans Rudolf: gestorben 9. April 1599, Grab in der Kirche in Talheim erhalten. Eitelhans: 1612 Königsbronner Pfleger zu Neubronn.Hans Christoph 1618. 1477 besitzt Melchior von Tierberg von der Wilden Tierberg (1499–1535) (Burg und Dorf Ensisheim).

## Abweichendes Wappen mit Schräglinksbalken im Schild
1438 Junker Conrad Tierberg, Söhne: Burkard, Hans und Görgy. Burkard Dierberger, Vogt zu Fürstenberg, Konrad Dierberg. Dies ist ein Verweis darauf, dass es sich wahrscheinlich um uneheliche, also auch nicht standesgemäße, Kinder handelte. Bastardfaden

## Burgen
Altentierberg in Lautlingen und Wildentierberg in Margrethausen wurden von den Herren von Tierberg erbaut. Neuentierberg wurde hingegen von den Herren von Bubenhofen übernommen. In Meßstetten, Hossingen Tieringen und Winzeln befanden sich weitere Burgen in ihrem Besitz. Heute sind nur noch geringe Ruinenreste vorhanden. Konrad Albert Koch gelang eine künstlerische Rekonstruktion. Ein Team um Franz Josef Häring rekonstruierte die Meßstetter Burgen (Wohnturm Burgschule, Wasserburg Oberdigisheim, Burg Hossingen und Wohnturm Tieringen) mit CAD-Systemen.

### Übersicht Burgen

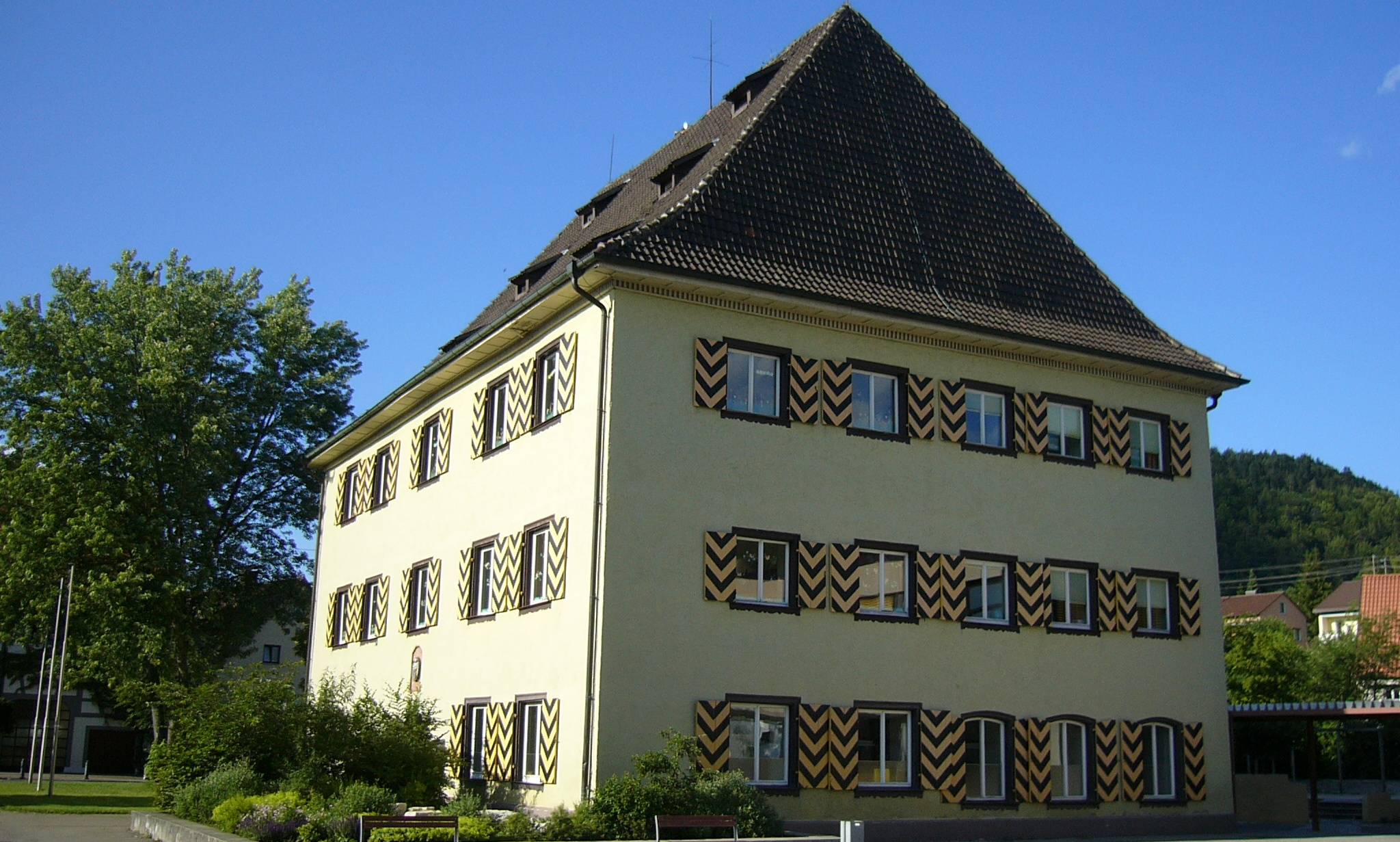
Schloss Wurmlingen/ Konzenbergschule Landkreis Tuttlingen

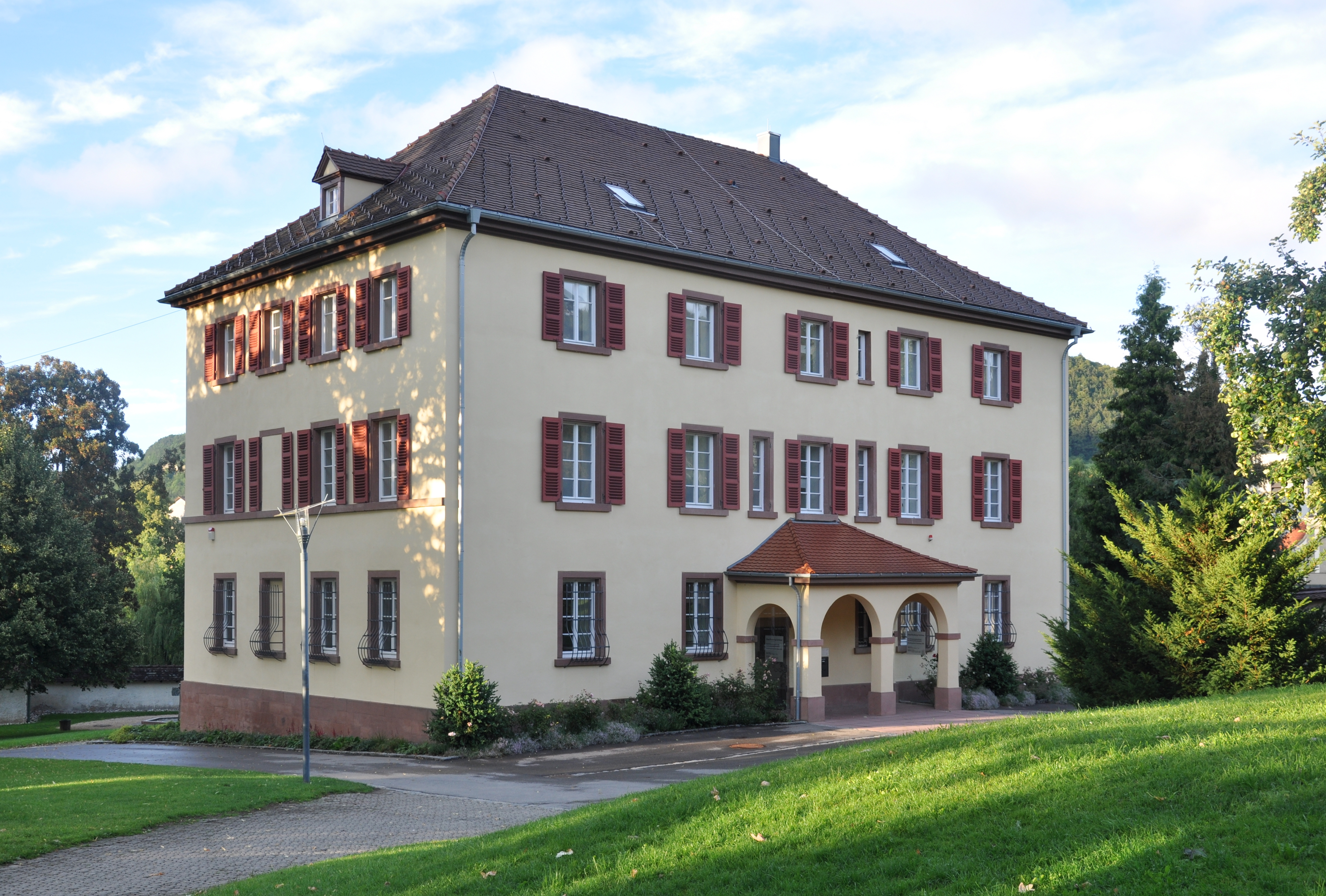
Stauffenbergsches Schloss

| Standort                       | Koordinaten                         | Wasser                                                        | Besonderheiten                                          | Forschungen                                                                 | ursprüngliche Bewohner                             |
| ------------------------------ | ----------------------------------- | ------------------------------------------------------------- | ------------------------------------------------------- | --------------------------------------------------------------------------- | -------------------------------------------------- |
| Hülbgässle                     | (48° 10′ 50,56″ N, 8° 57′ 39,93″ O) | eigene Quellfassung später als weiterer Zulauf oberer Brunnen | vielversprechende Luftaufnahmen Frauenklause + Grablege | Zeit der Ritter von Meßstetten.                                             | Herren von Meßstetten                              |
| Schloßberg                     | (48° 9′ 41,93″ N, 8° 58′ 35,84″ O)  | Zisterne Nähere Umgebung: See, Schachthöhle                   | Flurname Schloßberg                                     | möglicherweise Herrschaftsmittelpunkt                                       | Haiterbachlinie der Herren von Tierberg            |
| Altentierberg                  | (48° 12′ 21,24″ N, 8° 56′ 41,28″ O) | Zisterne                                                      | Wirtschaftshof                                          | Grabungen                                                                   | Herren von Tierberg                                |
| Burgschule, Mühle              | (48° 10′ 47,17″ N, 8° 57′ 52,66″ O) | alte Brunnen in Kellern zahlreicher historischer Gebäude      | vielversprechende Luftaufnahmen                         | Geländeaufnahmen 3D-CAD-Simulation                                          | Herren von Meßstetten                              |
| Schloß Ensisheim               | (48° 5′ 39,12″ N, 8° 55′ 1,2″ O)    | Zisterne                                                      | Mühle Gefängnis Jagdschloss                             | Abbruch 1963                                                                | 1477 Melchior von Tierberg                         |
| Wildentierberg                 | (48° 13′ 39,53″ N, 8° 58′ 50,55″ O) | Zisterne                                                      | Wirtschaftshof Ochsenberg                               | Grabungen 1931                                                              | 1373 Ritter Hansen?                                |
| Burg Hossingen                 | (48° 11′ 1,38″ N, 8° 55′ 14,13″ O)  | Wassergefülltes Sperrwerk                                     | Wirtschaftshof Leutzenfeld                              | 1916 Grabungen                                                              | 1325 Burkhardt von Hossingen?                      |
| Burg Tieringen                 | (48° 12′ 13,02″ N, 8° 16′ 33,3″ O)  | Zisterne                                                      | vielversprechende Luftaufnahmen                         | Geländeaufnahmen 3D-CAD-Simulation Straßenname Hinter Burg                  | Ritter von Tieringen                               |
| Burg Heubelstein               | (48° 13′ 54,4″ N, 8° 58′ 29,34″ O)  | Zisterne                                                      | Nahe Burg Wildentierberg                                | Oberbadischen Geschlechterbuch Oheim Melchior von Tierberg                  | Ritter von Hausen                                  |
| Schloß Lautlingen              | (48° 12′ 53,57″ N, 8° 57′ 35,17″ O) | Quelle                                                        | Gedenkstätte                                            | Wohngebäude:Umbau von 1846 Türme und Mauer der Herren von Tierberg erhalten |                                                    |
| Burg Warenberg (Villingen)     | (48° 2′ 42,36″ N, 8° 27′ 20,52″ O)  | Zisterne                                                      | Bekannter Hexentreff                                    | Oberbadisches Geschlechterbuch                                              |                                                    |
| Burg Heersberg                 | (48° 13′ 21,24″ N, 8° 57′ 5,21″ O)  | Zisterne                                                      |                                                         | Grabungen                                                                   | 1140 Burkhard von Lautlingen?Herren von Bubenhofen |
| Schloß Wurmlingen (Tuttlingen) | (48° 0′ 13,65″ N, 8° 46′ 52,22″ O)  | Faulenbach                                                    | Schule                                                  | Umbau von 1602                                                              | nach 1519 Hans Rudolf von Tierberg                 |

## Ohne Adelstitel
Hans Tierberger ein unehelicher Sohn von Melchior von Tierberg. Hans Tierberger hatte 1494 in Freiburg zu studieren begonnen und wechselte dann nach Tübingen über, wo er 1500 den Magistergrad erlangte.
Der Ebinger Pfarrer Magister Johann Tierberger weigerte sich bei der Reformation zunächst, seine Pfarrei aufzugeben, die ihm sein Halbbruder Hans Konrad von Tierberg, der Patronatsinhaber der Ebinger Martinskirche verliehen hatte.
Gerade im zu Ende gehenden 15. Jahrhundert scheint es vermehrt Familienmitglieder gegeben zu haben, die den Adelstitel nicht mehr trugen / nicht mehr tragen durften. Die heute noch in Stuttgart lebende Familie Dierberger führt ihren Stammbaum auf einen solchen Zweig zurück. Mitte des 16. Jahrhunderts starb der adelige Zweig derer von Tierberg im Mannesstamme aus.

Wappen derer von Tierberg

## Familienwappen
Im Wappen führten die Herren von Tierberg auf blauem Grund eine rechtsblickende goldene Hirschkuh auf grünem Dreiberg. Dieses Wappen wurde, vermindert um Helmdecken und Helmzier, 1930 von der Gemeinde übernommen. Aufgrund einer seitenverkehrten Darstellung im Siebmacher’schen Wappenbuch blickt die Hirschkuh im Gemeindewappen von Lautlingen heute heraldisch nach links. Aus Gründen der Optik von Siebmacher kommt dies in seinen Wappenbüchern öfter vor. 1949 wurde das Gemeindewappen von Lautlingen so bestätigt. Der Dreiberg könnte die drei Burgen in Margrethausen, Hossingen und Lautlingen darstellen. In allen drei Wappen der Gemeinden finden sich die Wappentiere der Tierberger. Eine Hirschkuh in Lautlingen, ein Hirsch in Margrethausen und ein Hirschkalb in Hossingen.

Lautlingen
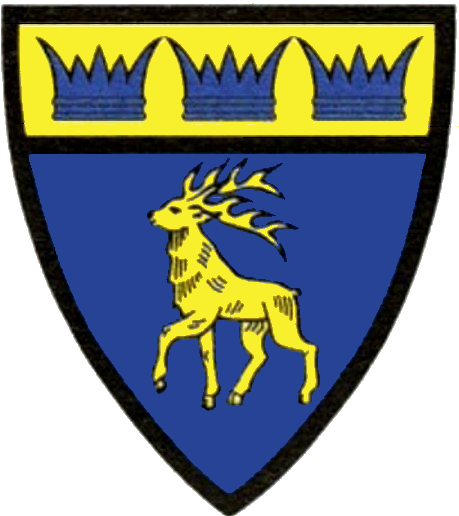
Margrethausen
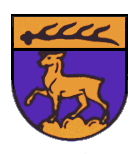
Hossingen

## Stiftskirche der Herren von Tierberg
Die St. Lamprechts-Kirche in Meßstetten wurde 1275 erstmals erwähnt. 1360 stiftet die Haiterbachlinie der Tierberger eine Jahrzeit in der Kirche St. Lamprecht zu Meßstetten, in deren Krypta etliche Tierberger begraben sind. Im 14. Jahrhundert wurden noch drei weitere Altäre mit je einem Kaplan gestiftet. Die Pfarrei war zudem noch mit den Patronatsrechten von Meßstetten und Frohnstetten ausgestattet und bildete mit seinen vier Geistlichen 1354 ein kleines Chorherren-Stift.
Der frühere Meßstetter Konrektor und Heimatforscher Hermann Krauß ging davon aus, dass der Herrschaftsmittelpunkt im näheren Umfeld der Grablege (48° 10′ 50,91″ N, 8° 57′ 43,61″ O) zu suchen ist. Unweit der Kirche wird ein Winkel seit altersher Burg genannt. Neben der Oberhoheit der Grafen von Hohenberg und Zollern gab es auch kleine Herren, welche die Ortsherrschaft ausübten.

## Klöster
Das Kloster Margrethausen wurde im Jahr 1338 durch den Ortsherren Konrad von Tierberg als Franziskanerinnen-Kloster gestiftet. Konrad von Tierberg stattete die Klause mit Besitz und Gütern vor Ort aus, nahm sie in seinen Schutz und Schirm und befreite sie von allen Diensten. Bald darauf konnte die Klause ihren Besitz noch einmal wesentlich erweitern, indem sie von der Haiterbachlinie auf der Burg Meßstetten nacheinander eine Reihe von Meßstetter Hofgüter käuflich erwarben. Der Klosterbesitz umfasste fünf Meßstetter Lehenshöfe, 168 Jauchert Ackerland und 104 Mannswahd Wiesen. Damit war das Kloster bis hin zur Reformation der größte Meßstetter Grund- und Lehnsherr, besaß also mehr Areal als die reichlich ausgestattete Meßstetter Stiftskirche St. Lamprecht mit den drei Altären oder die Kaplanei. Trotz dieser sehr guten Verbindungen zum Hause „von Tierberg“ gab es natürlich auch immer wieder Meinungsverschiedenheiten und Streitigkeiten. Hier flüchteten sich auch die Klosterfrauen öfter in die Stadtgerechtigkeit der Stadt Ebingen. In den erhaltenen Anniversarbüchern des Klosters ist vermerkt, wann und wie für die Mitglieder des Adelshauses im Kloster gebetet wurde.

## Sagen

### Schuhmacher
Vor langer Zeit wurde ein Schuhmacher aus Hossingen (Herrschaft Tierberg) vom Gericht der Herrschaft angeklagt. Seine Hinrichtung schien unabwendbar. Man einigte sich auf ein Gottesurteil in Form eines einseitigen Ordals. Der angeklagte Schuhmacher hatte auf dem Schuhmacherfels in schwindelerregender Höhe über dem Abgrund ein paar Schuhe anzufertigen. Dabei durfte er nichts vom abgezählten Material verlieren. Die tadellos gefertigten Schuhe und die Tatsache, dass er nicht abstürzte, wurde damals vor Gericht als Beweis seiner Unschuld angesehen. Während in den amtlichen Karten bei einer Felsnadel bei der Muislochhöhle der Name Schuhmacherfels eingetragen ist, soll das Ordal laut mündlicher Überlieferung auf der rechten Talseite bei der „Hossinger Leiter“ stattgefunden haben.
Alpine Wanderpfade führen zur Muislochhöhe (48° 11′ 52,49″ N, 8° 56′ 8,23″ O), Aussichtspunkt Schuhmacherfels (48° 11′ 46,7″ N, 8° 55′ 54,23″ O)

### „Des Schimmelreiters heimliche Liebschaften“
Eine alte Sage berichtet von einem Schimmelreiter, der sich mit seiner Geliebten heimlich beim Weichenwang trifft. Manchmal in stürmischen Herbstnächten soll nämlich auf dem alten Schloss Burtel bei Hossingen, von dem noch wenige Reste vorhanden sind, ein Schimmelreiter sichtbar werden, der gegen den Weichenwang (Heiligenwang) herüber reite. Bei den Liebespaar handelt es sich um eine standesgemäße Beziehung zwischen einem edlen Ritter von Tierberg und der Tochter des Burgherrn. Ihre Wohnorte sollen die Burgen Hossingen und Tierberg sein. Emil Schweizer bindet 1898 die bekannte Version dieser Sage in seinem Artikel „Aus den Balinger Bergen“ ein.
Auch Roland Steidle berichtet von einem Schimmelreiter in der  Herrschaft Werenwag. Diese begann unterhalb der Burg Hossingen in Unterdigisheim. In der Herrschaft Werenwag wirkte der Schimmelreiter als Mediziner. Der Arzt stammte aus Rottweil und hatte 1808 in Stuttgart die Prüfungen zum Mediziner bestanden. Dieser ist laut einer Sage identisch mit dem mit Meineiden arbeitenden Vogt der Herrschaft Werenwag. Zur Strafe wurde er laut der Sage nach seinem Tod in einen Felsen  im Finsteren Tal verwandelt. Wer aber fast 200 Jahre namentlich als Schreckgespenst umhergeht, hatte entweder tatsächlich ein sehr verwirktes Leben für die bäuerlichen Einwohner der Umgebung oder er stand als Synonym für Machtmissbrauch, so der nebenberufliche Historiker Roland Steidle.

#### „Glocken aus Meßstetten“
Die Glocken der Stiftskirche St. Lamprecht im Meßstetten wurden abgenommen und nach Schwenningen transportiert. Generationen von Geschichtslehrern hielten diese alte Sage für sehr unglaubwürdig. Vor dem Ersten Weltkrieg wurden Wanderer aus Meßstetten stets mit den Worten „Hört ihr eure Glocken“ begrüßt. Erst im Jahre 2023 wurde an der Universität Tübingen in der Vorlesung Württemberg im Aufstand. mit einer zuverlässigen Quelle aus Schaffhausen in der Schweiz der historische Kern der Sage erforscht: Hans Stokar erlebte die Entwicklung der Reformation und wird zu einem Augenzeugen der revolutionären Szenen, die für die innere Entwicklung in der Stadt Schaffhausen kennzeichnend sind. Er berichtet auch über den Bauernkrieg in Württemberg und auch von der Abnahme von Glocken. Zum Jahre 1523 spricht er von seiner ersten Begegnung mit der Kirchenreform, welche er stark kritisierte. Als Kaufmann, Pferde-, Salz-, Wein- und Stoffhändler war er auf den Handelswegen unterwegs. Recht gut belegt ist der Bauernkrieg im Bereich der Stadt Meßstetten: Am 11. Mai 1525 segnet der Pfarrer von Digisheim das Heer der Bauern. Kaplan German(us) Kopp in Meßstetten schloss sich den aufrührerischen Bauern an, die mit Herzog Ulrich gegen Balingen marschierten.